# Омег водяний
Омег водяний (Oenanthe aquatica) — вид трав'янистих рослин родини окружкові (Apiaceae), поширений у Європі й Азії. Етимологія: лат. aquatica — «водяний».

## Опис
Це слабка отруйна, дворічна або трирічна рослина 40–150 см заввишки. Коріння без потовщень, з тонкими кореневими мочками. Парасольки здебільшого з двостатеві квітками. Квітконіжки під час плодоношення тонкі. Стебла розгалужені, борозенчасті, біля основи потовщені, 3–8 мм в діаметрі, порожнисті, голі. Листя різні: занурені в воду — 3–4-перисторозсічені, з ниткоподібними кінцевими часточками; повітряні — 2–3-перисторозсічені, з колінчасто відігнутою вниз пластинкою і яйцюватими перистонадрізаними часточками. Парасольки на коротких ніжках, супротивні листки або пазухові, без обгортки, з 7–10 променями.

## Поширення
Азія: Грузія, Російська Федерація, Казахстан, Іран, Туреччина; Європа: Білорусь, Естонія, Латвія, Литва, Молдова, Україна, Австрія, Бельгія, Чехія, Німеччина, Угорщина, Нідерланди, Польща, Словаччина, Швейцарія, Данія, Фінляндія, Ірландія, Норвегія, Швеція, Велика Британія, Албанія, Боснія і Герцеговина, Болгарія, Хорватія, Італія, Македонія, Румунія, Сербія, Словенія, Франція, Португалія, Іспанія. Зростає у вологих місцях і вздовж водних шляхів.
В Україні зростає на болотах, берегах річок, озер і на вологих луках — по всій території, але в Криму дуже рідкий (Алушта, біля гори Кастель).

## Галерея

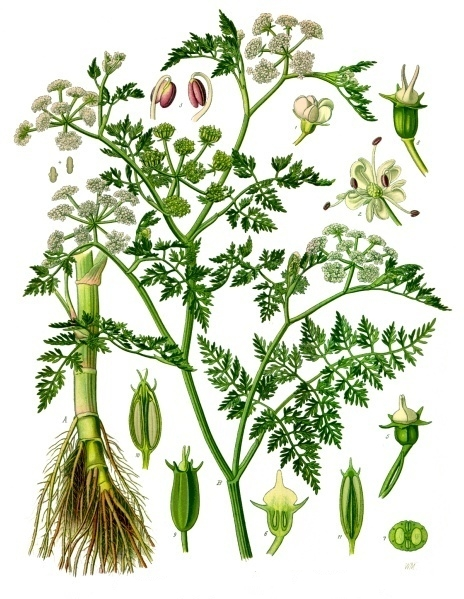
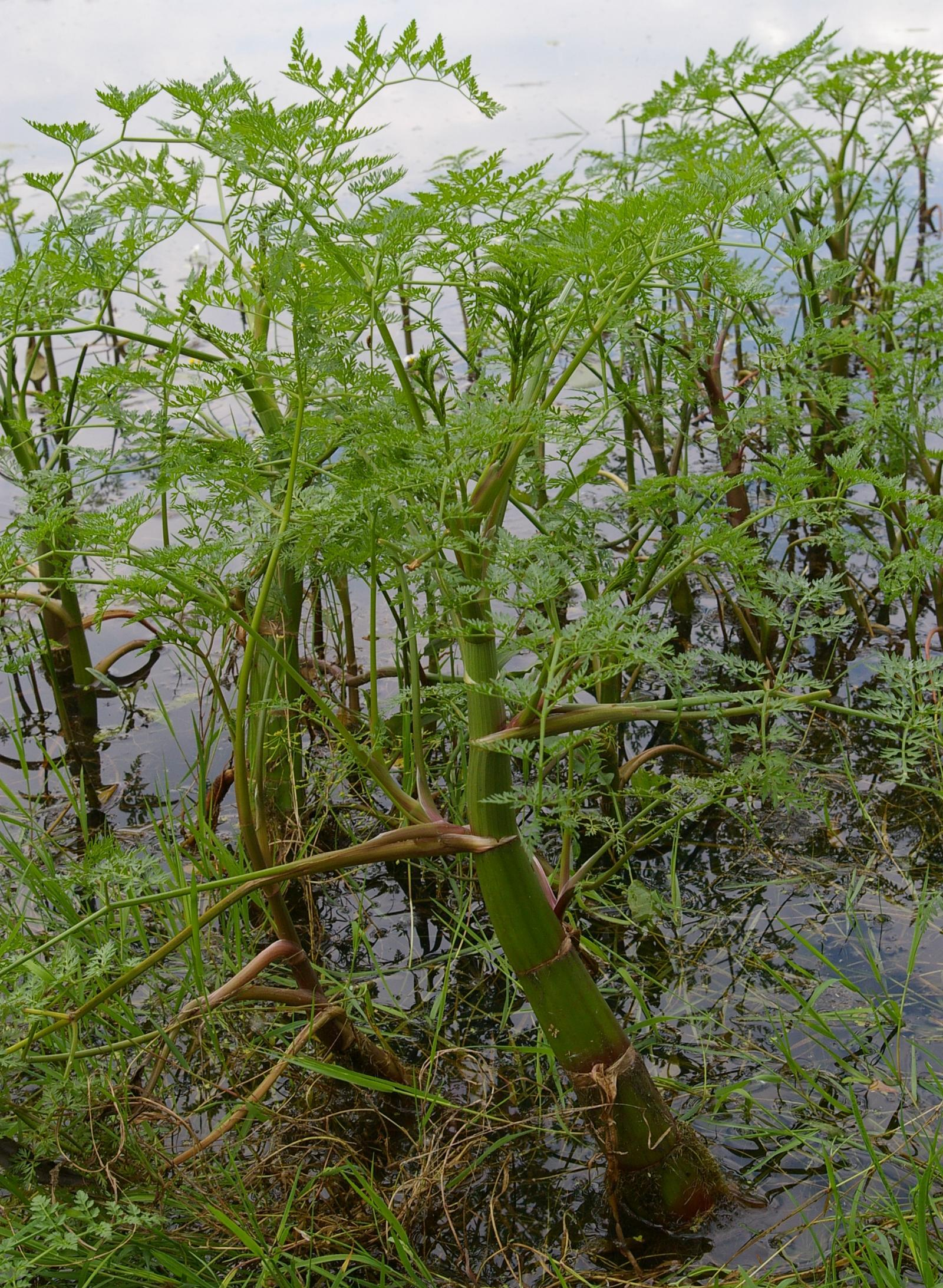
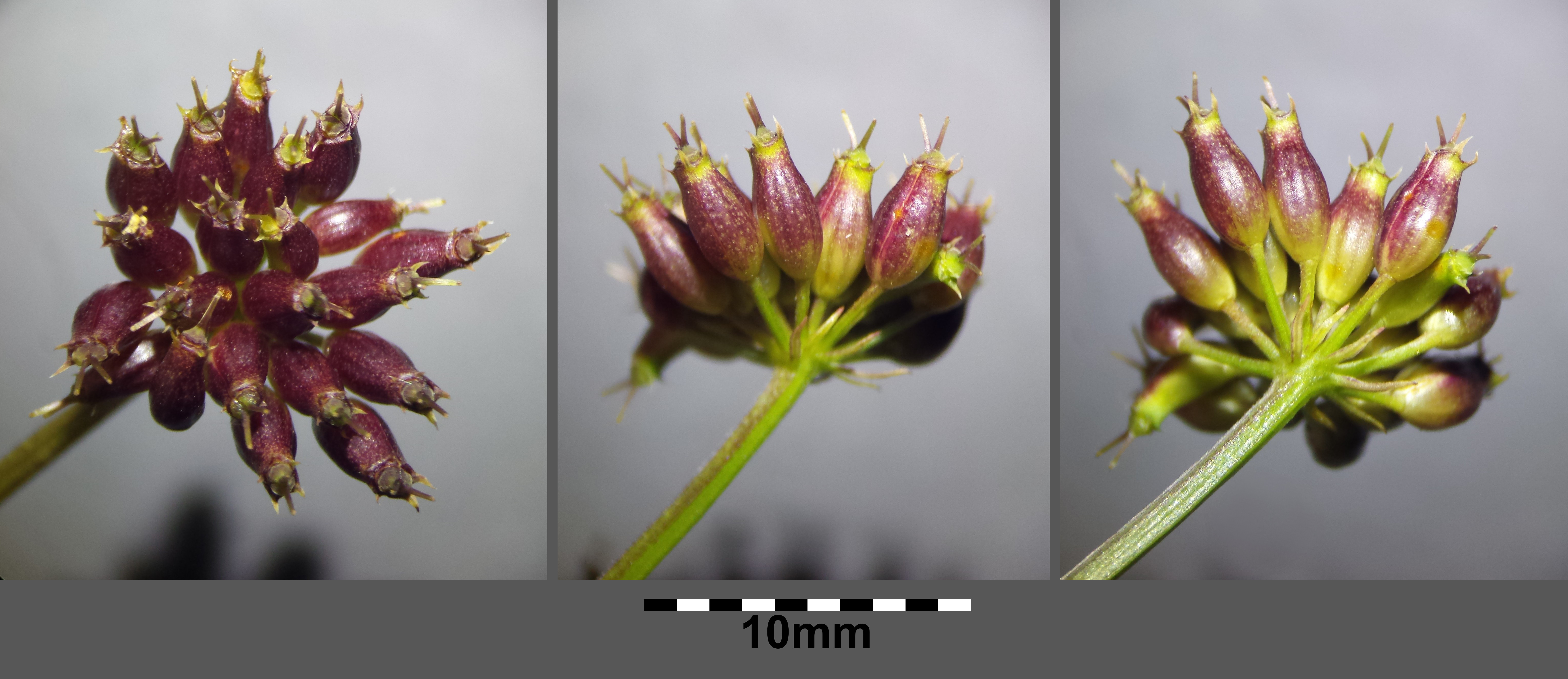